# Zofia Lawrence
Zofia Kozakiewicz de Lawrence (1947) es una micóloga inglesa. Es especialista en fungi con énfasis en Aspergillus, desarrollando actividades científicas en CABI Bioscience, Surrey, Inglaterra.